# Milieu Kristensen
Pour les articles homonymes, voir Kristensen.
Le milieu Kristensen est un milieu de culture de type gélose, utilisé pour l'isolement des salmonelles.

## Usage
Isolement des Salmonella sauf S. Typhi.

## Composition
- protéose-peptone	10,0 g
- extrait de levure	3,0 g
- lactose	10,0 g
- saccharose	10,0 g
- vert brillant	0,012 5 g
- rouge de phénol	0,08 g
- chlorure de sodium	5,0 g
- agar	12,0 g
- pH = 6,9

## Préparation
50 g par litre.Stérilisation classique.

## Lecture
Les bactéries cultivant sur ce milieu sont des bacilles à Gram négatif.
Certains sont inhibés comme Salmonella Typhi.
- Les colonies jaunes sont lactose + et/ou saccharose +
- Les colonies rouges sont lactose - et saccharose -.

Les bactéries des genres Salmonella, Shigella et Proteus sont lactose -, leurs colonies sont donc rouges.